# Андре Ґард
Андре Ґард (фр. André Gardes) — французький ядерний фізик, який у 1990 році намагався власними силами захопити острів Сарк на каналі Ла-Манш із самозарядною зброєю.
У ніч, коли він прибув на острів, Ґард установив декілька знаків, що сповіщали про його намір захопити острів зранку. Наступного дня констебль добровільної поліції заарештував Ґарда коли він міняв магазин свого пістолета.